# Дзевковиці
Дзевковиці (пол. Dziewkowice) — село в Польщі, у гміні Стшельці-Опольські Стшелецького повіту Опольського воєводства.
Населення — 1479 осіб (2011).

## Демографія
Демографічна структура станом на 31 березня 2011 року:
|          | Загалом | Допрацездатний вік | Працездатний вік | Постпрацездатний вік |
| -------- | ------- | ------------------ | ---------------- | -------------------- |
| Чоловіки | 728     | 122                | 512              | 94                   |
| Жінки    | 751     | 109                | 470              | 172                  |
| Разом    | 1479    | 231                | 982              | 266                  |